# Шарено плоскоглаво сомче
Шарените плоскоглава сомчета (Pimelodus pictus) са вид актиноптери от семейство Пимелоди (Pimelodidae).
Таксонът е описан за пръв път от Франц Щайндахнер през 1876 година.